# Svizzera ai V Giochi olimpici invernali
La Svizzera partecipò ai V Giochi olimpici invernali, svoltisi a Sankt Moritz, Svizzera, dal 30 gennaio all'8 febbraio 1948, con una delegazione di 70 atleti impegnati in nove discipline.

## Medagliere

### Per discipline
| Sport                 | Oro | Argento | Bronzo | Totale |
| --------------------- | --- | ------- | ------ | ------ |
| Sci alpino            | 2   | 2       | 2      | 6      |
| Bob                   | 1   | 1       | 0      | 2      |
| Pattinaggio di figura | 0   | 1       | 0      | 1      |
| Hockey su ghiaccio    | 0   | 0       | 1      | 1      |
| Totale                | 3   | 4       | 3      | 10     |

### Medaglie
| Medaglia | Atleta | Sport                 | Evento                         |
| -------- | --- | --------------------- | ------------------------------ |
| Oro      | Felix Endrich Friedrich Waller | Bob                   | Bob a due maschile             |
| Oro      | Romedi Reinalter | Sci alpino            | Slalom speciale maschile       |
| Oro      | Hedy Schlunegger | Sci alpino            | Discesa libera femminile       |
| Argento  | Fritz Feierabend Paul Eberhard | Bob                   | Bob a due maschile             |
| Argento  | Hans Gerschwiler | Pattinaggio di figura | Pattinaggio di figura maschile |
| Argento  | Karl Molitor | Sci alpino            | Combinata maschile             |
| Argento  | Antoinette Meyer | Sci alpino            | Slalom speciale femminile      |
| Bronzo   | Hans Bänninger Alfred Bieler Heinrich Boller Ferdinand Cattini Hans Cattini Hans Dürst Walter Dürst Emil Handschin Werner Lohrer Heini Lohrer Reto Perl Ulrich Poltera Gebhard Poltera Beat Rüedi Otto Schubiger Bibi Torriani Hans Trepp | Hockey su ghiaccio    | Torneo                         |
| Bronzo   | Karl Molitor | Sci alpino            | Discesa libera maschile        |
| Bronzo   | Ralph Olinger | Sci alpino            | Discesa libera maschile        |